# Dick Morgan (Pianist)
Dick Morgan (* 5. Juni 1929 in Petersburg (Virginia); † 20. Oktober 2013 in Silver Spring, Maryland) war ein US-amerikanischer Jazzpianist, der vor allem in der Jazzszene von Washington, D.C. aktiv war.

## Leben und Wirken
Morgan spielte bereits als Fünfjähriger auf dem Harmonium seiner Familie; als Pianist war er Autodidakt. Mit zehn Jahren hatte er in seinem Heimatort eine eigene Radioshow. Morgan studierte an der Virginia State University und spielte während der Ableistung seines Militärdienstes in den frühen 1950er-Jahren in einer Armeeband. Mitte des Jahrzehnts arbeitete er in Norfolk (Virginia), wo ihn der Bandleader Tommy Dorsey in sein Orchester holte, um in Las Vegas aufzutreten. Ende der 1950er-Jahre kehrte er nach Norfolk zurück, wo er mit Charlie Byrd arbeitete. Byrd half ihm Engagements in Washington D.C. zu bekommen, wo der Pianist dann mit eigenem Trio im Showboat Lounge spielte. Fortan trat er in Nachtclubs, Hotels und Konzerthallen der Hauptstadt auf, wie dem Blues Alley und im Kennedy Center. Daneben studierte er an der Howard University Law School Rechtswissenschaft und arbeitete auch als Anwalt. Er nahm eine Reihe von Alben (u. a. durch Vermittlung von Cannonball Adderley für Riverside Records) auf und spielte u. a. mit Etta Jones, Joe Williams und Keter Betts. Stilistisch orientierte sich sein Klavierspiel an Vorbildern wie Oscar Peterson und Erroll Garner.
Morgan starb im Oktober 2013 an Prostatakrebs. Im Bereich des Jazz war er zwischen 1960 und 2010 an 14 Aufnahmesessions beteiligt.
Dick Morgan ist nicht mit dem gleichnamigen Gitarristen zu verwechseln, der in den 1930er-Jahren bei Ben Pollack und Irving Mills spielte.

## Diskographische Hinweise
- Dick Morgan at the Showboat (Riverside, 1960), mit Bertell Knox, Keter Betts
- Settlin' In (Riverside, 1961), mit Joe Benjamin, Ben Riley
- Drive, Passion, Unpredictable (1994)
- After Hours (1997)
- Bewitched (2010)